# Salzbeton
Salzbeton gehört zur Gruppe der Spezialbetone und wird unter anderem in Salzbergwerken als Versatzmaterial für die Verfüllung eingesetzt.
Salzbeton besteht aus dem Bindemittel Zement oder Sorelzement, Betonzusatzstoffen und Gesteinskörnung (u. a. Quarzsand), gegebenenfalls feinkörnigem Salzgestein und Gesteinsmehl. Neben reinem Wasser wird als Anmischflüssigkeit teilweise Salzlösung verwendet. Salzbeton weist neben einer guten hydromechanischen Förderbarkeit ein reduziertes Abgeben von Überschusslösungen sowie eine verringerte Temperaturentwicklung während des Erstarrens auf.
Sorelbeton ist ein spezieller Salzbeton, der mit Magnesiumchloridlösung und Magnesiumoxid (gebrannte Magnesia, MgO) angemischt wird.